# Anita Prazmowska
Anita J. Prazmowska lub Prażmowska – brytyjska historyczka polskiego pochodzenia. Do 1968 roku wychowywała się i mieszkała w Polsce.
Jest doktorem nauk humanistycznych. Wykładowca w London School of Economics.

## Wybrane publikacje
- Britain, Poland and the Eastern Front, 1939, Cambridge: Cambridge University Press 1987 (kolejne wydania: 1989, 2004).
- Britain and Poland 1939–1943: The Betrayed Ally, Cambridge,: Cambridge Univ. Press 1995.
- Eastern Europe and the Origins of the Second World War, Houndmills, Basingstoke: Macmillan Press - New York: St. Martin's Press 2000.
- Civil War in Poland 1942–1948, New York: Palgrave Macmillan 2004.
- A history of Poland, Houndmills, Basingstoke - New York: Palgrave Macmillan 2004 (wyd. 2 - 2011).
- Ignacy Paderewski: Poland, Haus Publishing 2009.
- Poland: A Modern History, London - New York: I. B. Tauris 2010.
- Wladyslaw Gomułka: A Biography, London - New York: I. B. Tauris 2016.

## Publikacje przetłumaczone na język polski
- Władysław Gomułka, Warszawa: Wydawnictwo RM 2016, ISBN 978-83-7773-318-9[1].